# Parapercis muronis
Parapercis muronis és una espècie de peix marí de la família dels pingüipèdids i de l'ordre dels perciformes. Va ser descrit per l'ictiòleg japonès Shigeho Tanaka (1878–1974) el 1918.

## Descripció
- El cos fa 12 cm de llargària màxima i té, a la meitat superior, 5 franges estretes negroses i lleugerament obliqües.
- 8 dents canines a la part davantera de la mandíbula inferior.
- 4-5 espines i 23 radis tous a l'aleta dorsal i 1 espina i 18-21 radis tous a l'anal.[2][3]

## Hàbitat i distribució geogràfica
És un peix marí, demersal i de clima subtropical, que viu al Pacífic occidental: des del sud del Japó fins a les illes Filipines, incloent-hi la península de Corea i Taiwan.

## Observacions
És inofensiu per als humans.